# Ratpenat de ferradura de Gorongosa
El ratpenat de ferradura de Gorongosa (Rhinolophus gorongosae) és una espècie de ratpenat de la família dels rinolòfids. És endèmic de Moçambic. Pesa només 5 g, cosa que en fa el rinolòfid més petit d'Àfrica. És proper al ratpenat de ferradura de Lander (R. landeri), però presenta prou diferències genètiques i morfològiques per ser-ne considerat una espècie a part. El seu nom específic, gorongosae, significa ‘de Gorongosa’ en llatí.